# Sjevernoafrički prugasti tvor
Sjevernoafrički prugasti tvor (Ictonyx libycus) vrsta je sisavca svrstana u potporodicu Mustelinae unutar porodice Mustelidae. Pronalazi ga se u Alžiru, Čadu, Egiptu, Libiji, Maliju, Mauretaniji, Moroku, Nigeru, Nigeriji, Sudanu, Tunisu i Zapadnoj Sahari.